# آبیجان
آبیجان (Abidjan) بزرگ‌ترین شهر و پایتخت پیشین کشور ساحل عاج است.
این شهر سومین شهر بزرگ فرانسوی‌زبان پس از پاریس و کینشاسا به‌شمار می‌آید.
آبیجان تا سال ۱۹۸۳ پایتخت ساحل عاج بود که از آن سال به بعد شهر یاموسوکرو به عنوان پایتخت این کشور انتخاب شد.
آبیجان در کرانه خلیج گینه واقع شده و در حدود ۲٫۸۰۰٫۰۰۰ نفر جمعیت دارد. جمعیت آبیجان و حومه در حدود ۵ میلیون نفر برآورد می‌شود.
صنایع شهر بیشتر مربوط به بخش چوب، نساجی و قهوه هستند و این شهر دارای یک پالایشگاه بزرگ و یک بندر بزرگ نیز هست.
آبیجان در سال ۱۹۳۴ پایتخت ساحل عاج که در آن زمان مستعمره فرانسه بود شد. جمعیت آن از ۶۵ هزار نفر در سال ۱۹۵۰ به شدت رشد کرد و به سطح کنونی رسید.
در این شهر هم‌چنان فرانسویان زیادی سکونت دارند که بسیاری از منصب‌های مهم را در امور اقتصادی بر عهده دارند. ساکنان اروپایی شهر بیشتر در شبه جزیره زندگی می‌کنند و تمرکز سکونت جمعیت آفریقایی در روستاهای عظیم ترشویل و آجام است.
این شهر از شهرهای مهم قاره آفریقا شناخته می‌شود. از لحاظ اقتصادی و تجاری پیشرفته است.